# Xã Parshall, Quận Mountrail, Bắc Dakota
Xã Parshall (tiếng Anh: Parshall Township) là một xã thuộc quận Mountrail, tiểu bang Bắc Dakota, Hoa Kỳ. Năm 2010, dân số của xã này là 54 người.